# Melphinyet eala
Melphinyet eala is een vlinder uit de familie van de dikkopjes (Hesperiidae). De soort is voor het eerst wetenschappelijk beschreven als Melphina melphis f. eala door William Harry Evans in een publicatie uit 1956.
De soort komt voor in Congo-Kinshasa.